# エキティ州

エキティ州
Ekiti State
Ìpínlẹ̀ Èkìtì州の愛称: 知識の泉

エキティ州 (エキティしゅう、英語：Ekiti State、ヨルバ語：Ìpínlẹ̀ Èkìtì) は、ナイジェリア南西部の州。1996年10月1日にサニ・アバチャ将軍の軍政で新設された6州の一つ。オンド州の北東部が分割された。かつて12の地方行政区 (LGA) が置かれていたが、州の設置に伴い4つのLGAが新設された。
2006年には汚職の嫌疑で知事が追放されオルシェグン・オバサンジョ大統領が非常事態を宣言しトゥンジ・オルリン退役将軍を知事に任命した。2007年4月27日オルリンは州議会下院議長のトペ・アデミルイと交替した。

## 歴史
エキティはヨルバ族の都市国家群の一つで1893年のイギリスの征服以前は独立国家であった。
植民地時代は南部ナイジェリア保護領の西部に属し、1967年に西部州からラゴス州が分割され、旧オンド州は1976年に旧西部州が三分して設置された。1996年にオンド州から現在の州が分割された。

## 地理
平均的な標高は海抜250mで高地である。特に西部のエフォン＝アラアイェ、南部のイケレ＝エキティ、オケメシ＝エキティなどは地下の変成岩が露出した奇岩の並ぶ独特な風景である。また起伏の激しい丘が点在している。
熱帯気候で雨期は4月から10月、乾期は11月から3月である。多湿で気温は21°Cから28°Cである。南部は熱帯雨林だが北部はサバンナである。

## 都市と行政区分
エキティ州の住民は主に都市に住む。それらはアド、エフォン＝アラアイェ、アラモコ、イコレ、イケレ、イジェロ、アイェトロ、イポチ、イゴゴ、イセ、イタパ、オトゥン、ウシ、イド、エムレ、イイン、イゲデ、イラウェ、オデ、オイェ、オムオ、イラサ、イルペジュ、イコロ、イクン、イイェ、イジェサ＝イス、アイェドゥン、アイセグバ、オケメシ、イグバラ＝オドである。

### 地方行政区
16の地方行政区が置かれている。
- アド＝エキティ
- アアイェ
- エフォン
- 東エキティ
- 南西エキティ
- 西エキティ
- エムレ
- グボニイン
- イド＝オシ
- イシン＝ボデ
- イジェロ
- イケレ
- イコレ
- イレジェメジェ
- イレポドゥン/イフェポドゥン
- イセ/オルン
- モバ
- オイェ
- アイェトロ

## 民族構成
エキティはイレ＝イフェからのヨルバ族の移民の子孫である。エキティ語はヨルバ語の方言であるが、エキティ内部でも方言の差異がある。北部はクワラ州のイボミナの影響を受けている。主食はヤムイモのパンとスープである。

## 脚註
1. ↑  「汚職容疑を回避で州知事が逃亡、大統領は非常事態宣言 - ナイジェリア」AFPBB News, 2006年10月19日。
2. ↑  “Ekiti: Fayose, Olujimi, Aderemi Lose Out”. Nigerian Tribune Online (African Newspapers of Nigeria Plc.). (2007年4月28日) 2007年5月2日閲覧。
3. ↑  Cohen, Saul B., ed. The Columbia Gazeteer of the World (New York: Columbia University Press, 1998) vol 1, p. 915